# Gran Buda de Leshan
El Gran Buda de Leshan (en xinès tradicional: 樂山大佛; en xinès simplificat: 乐山大佛; en pinyin: Lèshān dàfó) és l'escultura pètria tallada de Buda més alta del món. Va ser construïda durant la dinastia Tang a la Xina al segle ix i es troba en un penya-segat, situat a les confluències dels rius Min Jiang, Dadu i Qingyi, a la part sud de la província xinesa de Sichuan, a prop de la ciutat de Leshan.
L'any 1996 la UNESCO va incloure el Gran Buda de Leshan, juntament amb el paisatge panoràmic del mont Emei, a la llista de llocs considerats Patrimoni de la Humanitat.
La talla, que té una altura de 71 metres (és l'estàtua de Buda més gran del món), representa el Buda Maitreya amb les mans recolzades sobre els genolls. Les espatlles mesuren 28 metres d'amplada i el més petit dels dits del peu és suficientment ample com perquè s'hi pugui asseure una persona. Una dita local diu: «La muntanya és Buda i Buda és la muntanya». L'origen d'aquesta frase és degut al fet que la muntanya on es troba el gran Buda, vista des del riu, té una silueta que recorda un Buda estirat.

## Context i dinastia Tang (618-907)
La dinastia Tang (en xinès: 唐朝) va ser la successora de la dinastia Sui, i un precedent pel període de les cinc dinasties i els deu regnes de la Xina. Aquest període va ser interromput per la segona dinastia Zhou (690-705), quan l'emperadriu Wu Zetian va usurpar el tron i va fundar la seva pròpia dinastia.
L'època Tang és considerada com l'edat daurada de la història xinesa, marcada per un domini militar i polític sense precedents al continent asiàtic. L'estabilitat del govern i el benestar financer que va produir van afavorir al creixement de totes les expressions artístiques: pintura, ceràmica, metal·lúrgia, música i poesia.
Una de les característiques més rellevants és la seva prosperitat material si tenim en compte la gran varietat d'obres produïdes, tant artístiques com culturals. A més a més, es genera un gran nivell d'interès i acceptació respecte a les religions i cultures estrangeres, les quals van convertir Chang’an (actual Xi'an), en una de les ciutats més cosmopolites del seu temps.
El contacte amb terres estrangeres va tenir un gran impacte en l'art xinès, en part per la inspiració del món exterior i també per la nova producció d'articles que serien atractius pels mercats exteriors.

## Mont Emei

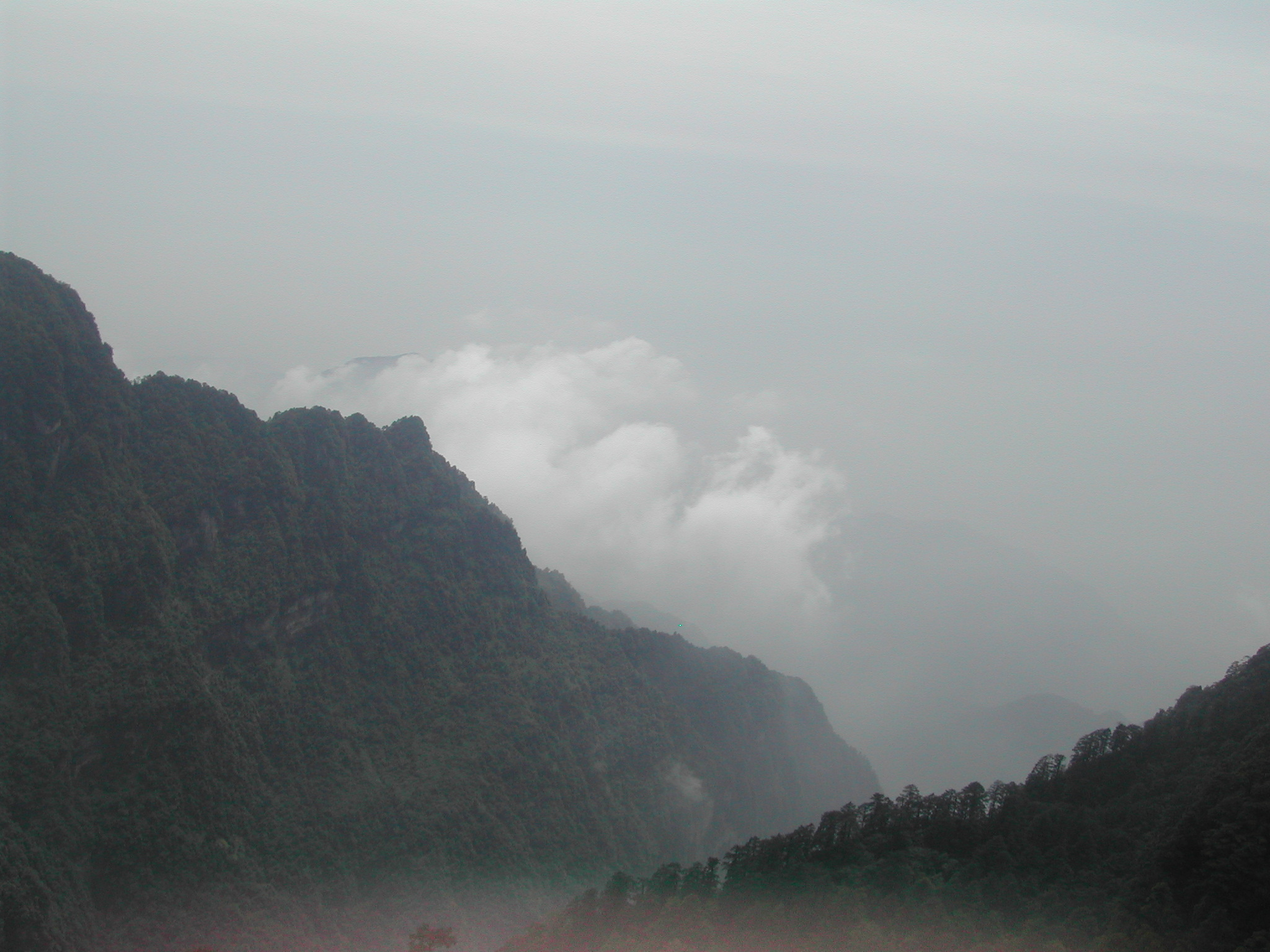
Vistes des del Mont Emei

Al centre de la província de Sichuan, a uns 200 kilòmetres de Chengdu, hi ha els pics del mont Emei a 3.099 metres sobre el nivell del mar. La religió budista el venera com una de les quatre muntanyes més sagrades dins del territori tradicional xinès i és on es localitza l'escultura del Gran Buda de Leshan, que es troba just enfront el mont Emei, d'on prové l'aigua que circula pels seus peus.

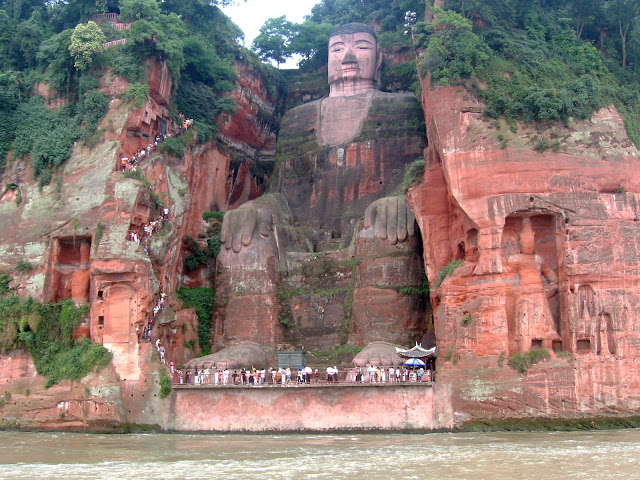
Gran Buda de Leshan

La muntanya Emei és a 7 kilomètres al sud-est de la ciutat de Emeishan. El seu nom prové de la forma de les celles d'una jove i ha estat reconeguda pel seu paisatge natural, per corrents taoistes i budistes. La serralada s'estén 200 kilòmetres de sud a nord i el seu pic principal s'anomena "Cim d'or".
Els recursos naturals del Mont Emei es troben particularment relacionats amb la geologia i la geomorfia. Sempre té amb un característic color verd, el qual es produeix per les precipitacions i el clima variant. Les condicions climàtiques on es troba són excel·lents pel creixement i la multiplicació de més de 3.000 espècies vegetals. En general dins la zona muntanyosa de Emeishan habiten més de 2.300 especies d'animals, incloent dues tipologies de pandes.
Els principals llocs d'interès són el Temple de Baoguo, el Temple de Wannian, el Temple de Fohu i el Pavelló de Qingwyin.

## Història
Esculpit al segle vii, al penya-segat del mont Lingyun, vetlla sobre tres rius. Al començament, es va concebre un sistema de drenatge interior per impedir l'erosió fluvial. El Buda tenia a càrrec seu fer més lentes les marees, protegir els vaixells i impedir la inundació del llogaret veí.
La construcció es va iniciar l'any 713 i va ser dirigida pel monjo Haitong, qui esperava que Buda calmés les aigües turbulentes que destrossaven els vaixells que navegaven per les confluències dels rius. L'estàtua va ser completada pels seus deixebles 90 anys més tard. Sembla que les restes de roca resultants de la construcció es van anar dipositant al riu, cosa que va alterar el corrent, convertint-lo en més segur per a la navegació.
D'una manera o altra, el Gran Buda de Leshan va complir amb el seu propòsit inicial, i és per això que a poc a poc va transformar-se en un nou centre de peregrinació budista.

## Descripció
El Gran Buda de Leshan, d'aspecte serè i amb 1.200 anys d'antiguitat, es troba tallat al vessant d'una muntanya dels rius Dàbú i Min. Amb els seus respectius 71 metres d'alt, orelles de 7 metres i dits dels peus de 8,5m., constitueix el Buda de majors dimensions tallat mai en pedra. Els cabells del Gran Buda tenen 1.021 rínxols en espiral. Les seves orelles poden contenir fins a dues persones en el seu interior, i mesuren uns 7 metres de longitud. Les celles, d'altra banda, mesuren 5,6 metres de llarg, els dits 8,3m., les espatlles 24m. i el seu nas fa 5,6 metres de llarg. L'estàtua compta amb una alçada equivalent a deu pisos, que es podria comparar amb la de l'Estàtua de la Llibertat si el Buda de Leshan es posés dret.
Iconogràficament, representa ser al Buda Maitreya, és a dir, el buda de l'era futura, un nou messies. Segons la literatura sagrada budista, el bodhisattva Maitreya naixerà a la terra per aconseguir el màxim i complet despertar de Buda (nirvana) i ensenyar, així, el Dharma, la llei budista.
El Buda Maitreya serà el successor de Siddharta Gautama, el Buda històric que és considerat el de l'era present. Ell és qui va anunciar a Maitreya com el nom del pròxim Buda. Curiosament, és l'únic Buda dins la iconografia budista que apareix assegut d'aquesta manera, tot i que existeix una gran varietat de representacions famoses en el Budisme Mahayana.
L'aparença de Maitreya és molt tranquil·la, serena i simètrica, amb proporcions segons els requisits de Buddharupa. S'ajusta, doncs, a l'estil de les estàtues de la dinastia Tang. A més a més, absolutament tota l'escultura es troba construïda de pedra, exceptuant les orelles que van ser dissenyades en fusta, cobertes de fang i argila, i posteriorment adherides al cap.

## Conservació i degradació
L'estàtua del Gran Buda de Leshan s'ha vist afectada per la contaminació resultant del desenvolupament desenfrenat a la regió. D'acord amb l'agència de notícies Xinhua, el Gran Buda de Leshan, així com molts altres indrets de referència pel patrimoni natural i cultural xinès a la regió han sofert degradacions causades per l'erosió, la contaminació de l'aire, i com a conseqüència de l'alta proliferació de turistes. El govern s'ha compromès a fer treballs de restauració.
L'àrea es troba subjecte a diverses regulacions nacionals, de governs provincials i municipals, amb l'objectiu d'assegurar la seva conservació. La principal amenaça pel que fa la muntanya és la gran quantitat de turistes i peregrins que visiten el lloc. La intrusió principal, segons la UNESCO, és un telefèric que es dirigeix a la Cim d'or, i porta a unes 300.000 persones a l'any cap a la zona forestal. A més a més, hi ha diversos llocs de compra de begudes i souvenirs, els quals resten valor a l'ambient natural de la muntanya.
El Mont Emei i el Gran Buda de Leshan són llocs de vital importància per a la conservació de fauna i flora i ciència, gràcies a la seva biodiversitat existent a la zona. De la mateixa manera, es tracta d'una de les muntanyes més conegudes en matèria de botànica i horticultura, i és un hàbitat significatiu per espècies amenaçades.

## Galeria d'imatges

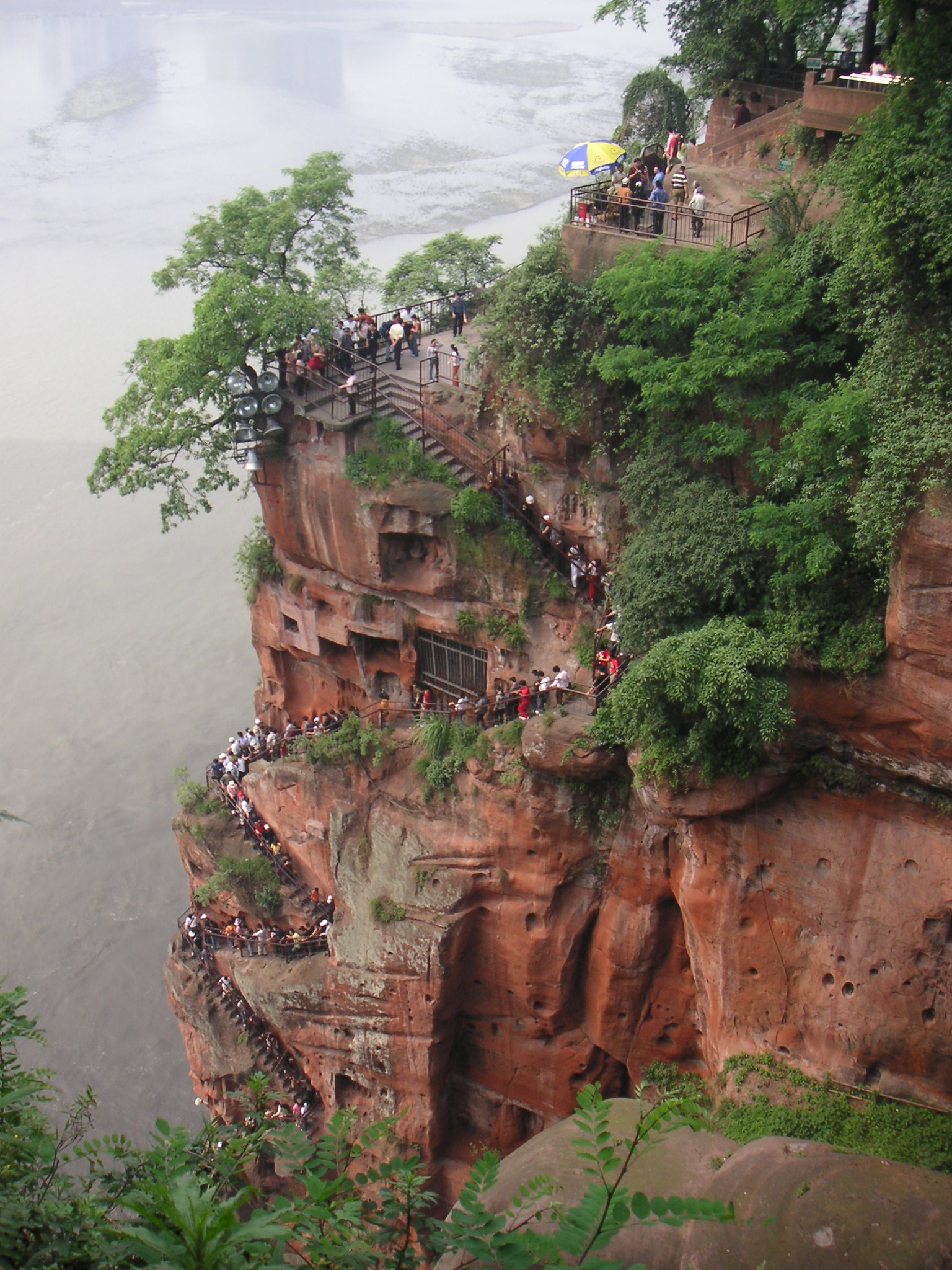
Mont Emei

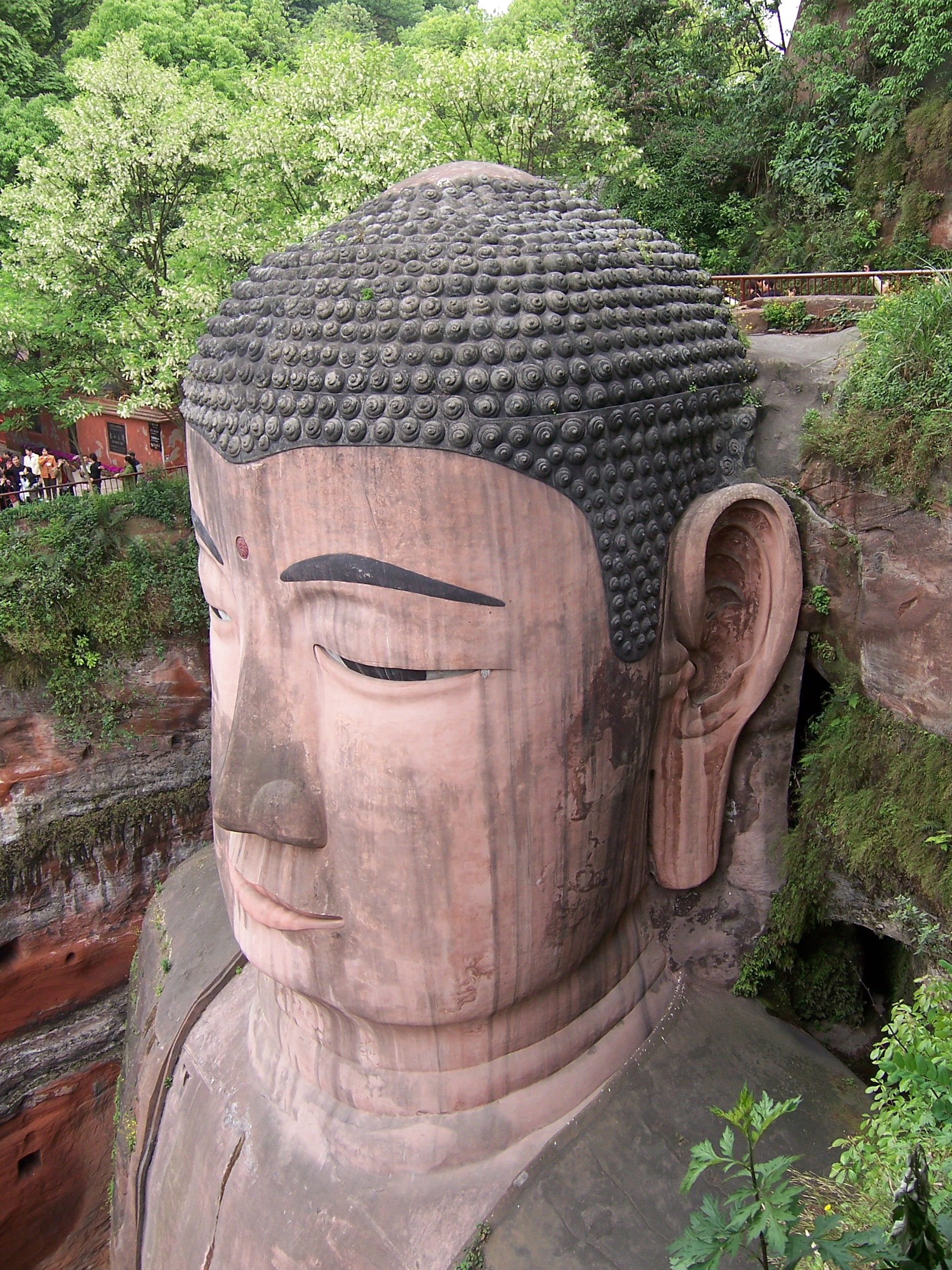
Detall del cap del Buda
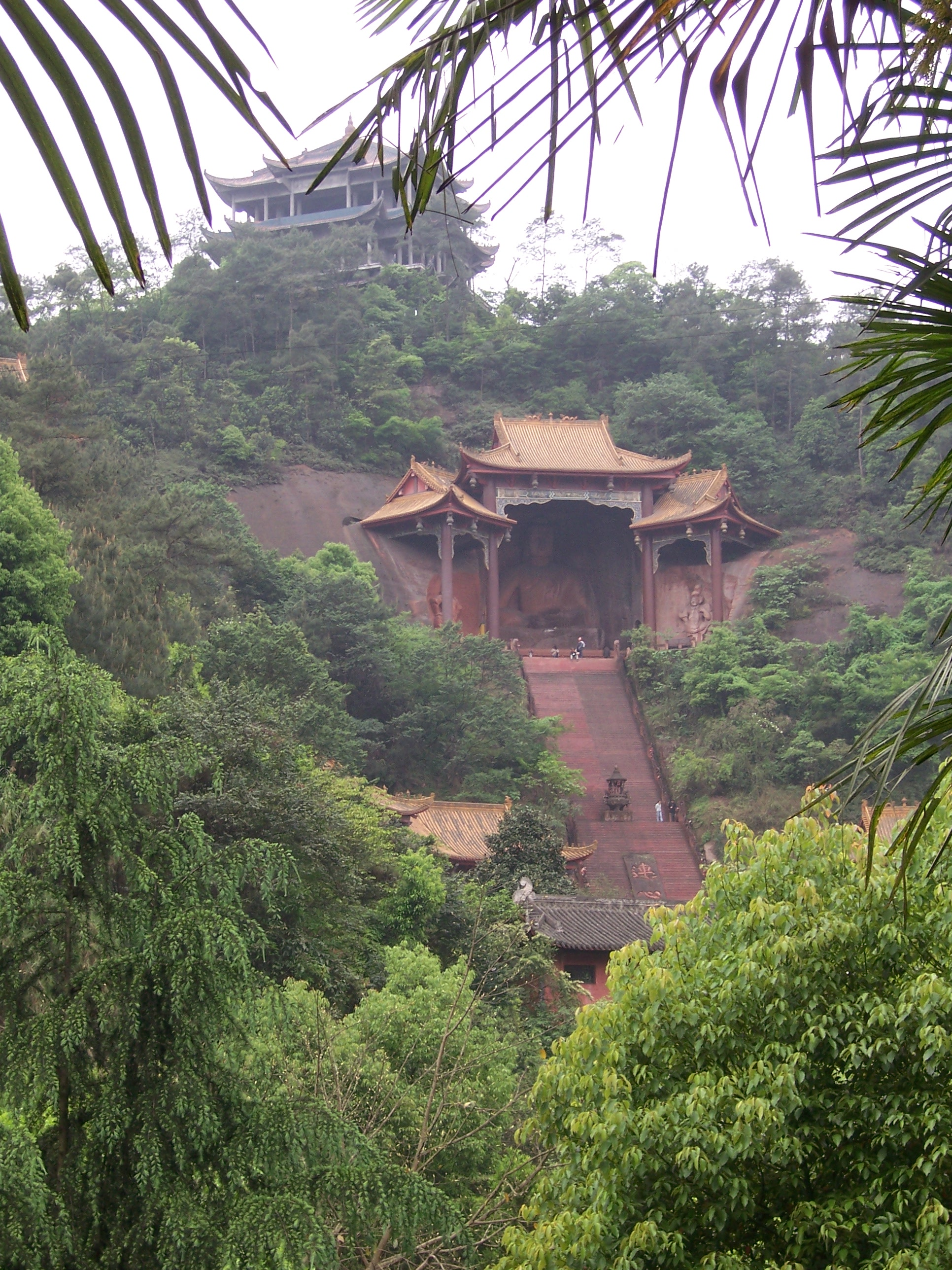
Temples budistes
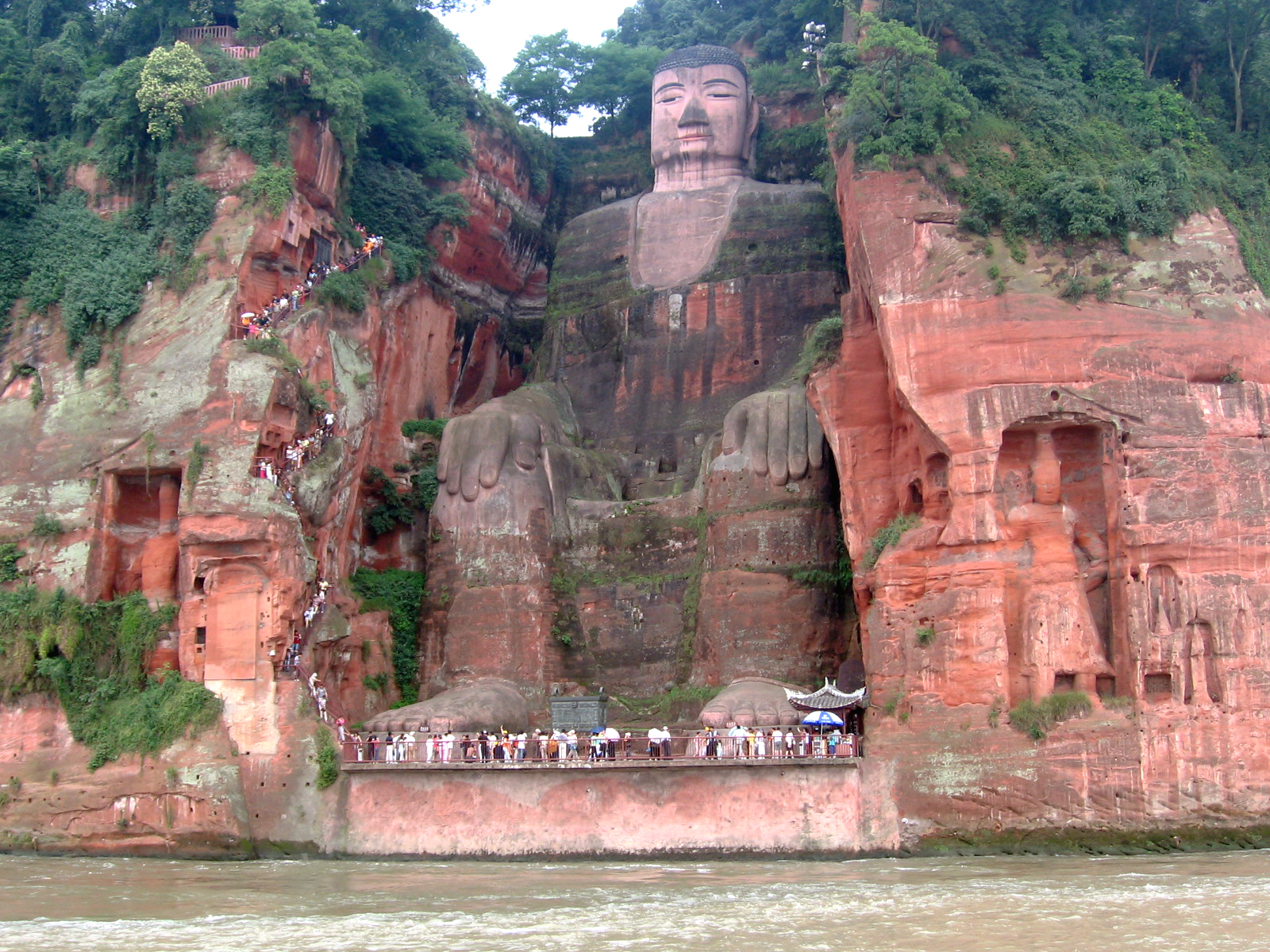
Vista del Gran Buda